# Église Saint-Pierre-aux-Bœufs de Paris
L'église Saint-Pierre-aux-Bœufs est une ancienne église de Paris, située sur l'île de la Cité, près de la cathédrale Notre-Dame, dans l'actuelle rue d'Arcole.

## Historique
L'église Saint-Pierre-aux-Bœufs remonte à une fondation de 925 du comte de Paris à l'abbaye de Saint-Maur. Son nom viendrait d'un marché de boucherie établi à proximité. On raconte également qu'un matin où le Saint-Sacrement sortait en procession de cette église, tous les passants s'agenouillèrent. Deux bœufs qui, conduits à l'abattoir, passaient aussi, s'agenouillèrent également. À la suite de cela, deux têtes de bœufs furent sculptées sur la façade de l'église.
La paroisse est fondée au XIIe siècle, comme celles de la Cité, est assez petite : elle s'étend dans la rue Saint-Pierre-aux-Bœufs, la rue des Deux-Hermites, la rue Cocatrix, la rue de Perpignan et la rue des Trois-Canettes et compte environ un millier d'habitants. Ces rues ont disparu en 1867 avec la construction de l'actuel Hôtel-Dieu.

## L'église des mariages clandestins
Pendant l'Ancien Régime, l'église Saint-Pierre-aux-Bœufs fait partie de ces quelques paroisses où se marient secrètement les futurs conjoints qui n'ont pas obtenu le consentement de leurs parents.
Ainsi, c'est dans cette église que, le 28 octobre 1648, Louis de Buade de Frontenac (1622-1698), futur gouverneur de la Nouvelle-France, épouse Anne de La Grange-Trianon (1632-1707).
C'est également ici que se marie le philosophe Denis Diderot (1713-1784) avec Anne-Toinette Champion le 6 novembre 1743.
Un jeune Lorrain, le poète fontenaicastrien Nicolas Gilbert (1750-1780), fut inhumé dans la grande cave de Saint-Pierre-aux-Bœufs le 17 novembre 1780.

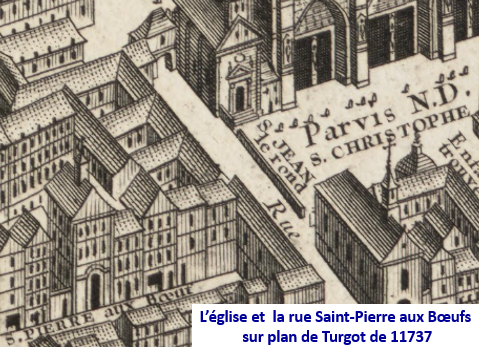
Saint-Pierre aux Boeufs sur plan de Turgot.
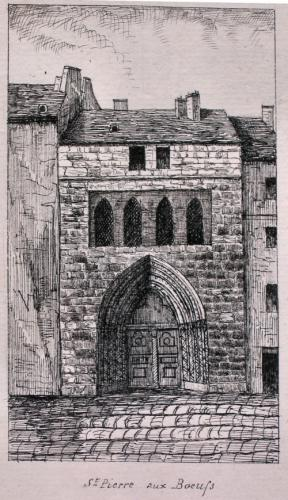
Église Saint-Pierre aux Boeufs, dessin.

## Démolition et vestiges
En 1790, l'église Saint-Pierre-aux-Bœufs est le siège de l'une des 52 paroisses urbaines du diocèse de Paris. Son curé depuis 1769, l'abbé Julien Brière, refuse de prêter le serment constitutionnel et se trouve automatiquement destitué en janvier 1791,.
En février 1791, par une suite de décrets de l'Assemblée constituante pris sur une proposition de la mairie de Paris, l'église Saint-Pierre-aux-Bœufs, comme les neuf autres églises de l'île de la Cité, perd son statut de siège de paroisse au bénéfice de la cathédrale Notre-Dame de Paris.
Située au no 7 de la rue Saint-Pierre-aux-Bœufs, l'église Saint-Pierre-aux-Bœufs devenue bien national en 1790 est vendue le 8 fructidor an IV à un tonnelier qui en fit son magasin vers 1812. Elle fut finalement démolie en 1837 lors des travaux de la rue d'Arcole.
Au moment de la démolition de l'église, le portail est sauvé et remonté en 1839 par l'architecte Lassus sur la façade de l'église Saint-Séverin, dont il forme aujourd'hui le portail occidental.
En 1914, lors de travaux sur le parvis devant la cathédrale Notre-Dame, sont mises au jour les fondations de l'église. Des pierres sculptées exhumées sont envoyées au musée Carnavalet.

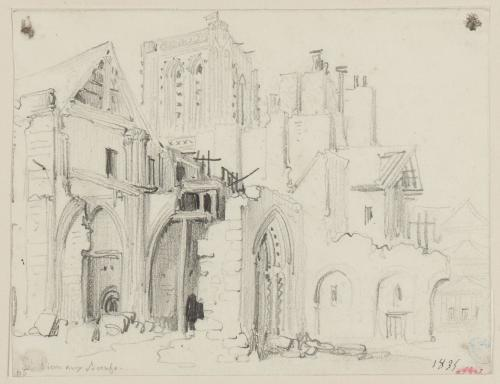
Démolition de l’église Saint-Pierre aux Bœufs en 1835.
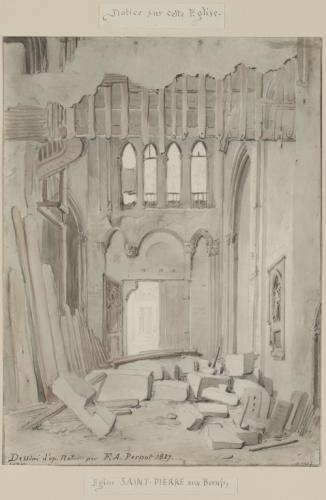
Démolition de l’intérieur de l’église Saint-Pierre-aux Bœufs en 1837.
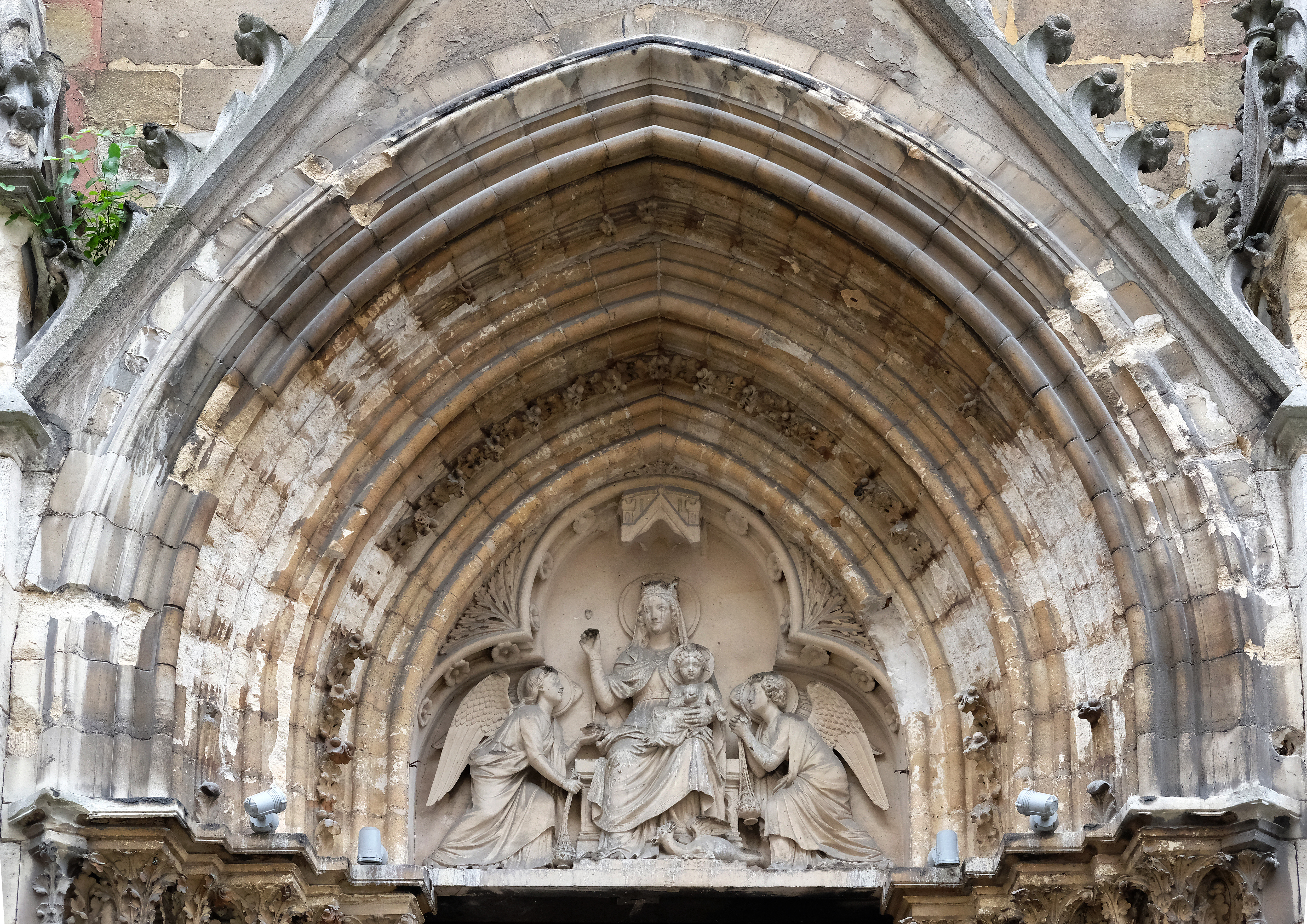
Tympan du portail remonté sur l'église Saint-Séverin.